# Dracula contre Frankenstein (film, 1970)
Pour les articles homonymes, voir Dracula contre Frankenstein.
Pour plus de détails, voir Fiche technique et Distribution.
Dracula contre Frankenstein (Los monstruos del terror) est un film italo-germano-espagnol réalisé par Tulio Demicheli et Hugo Fregonese, sorti en 1970.

## Synopsis
Des extraterrestres venus d'un monde mourant, dirigeant un cirque ambulant sous couverture, veulent conquérir la Terre. Pour y arriver, le docteur Odo Warnoff, l’un de leurs émissaires, ressuscite deux scientifiques dont les corps servent d’hôtes à ses assistants. Le trio ramène à la vie les plus grands monstres pour éradiquer les terriens. Leur armée est constituée du vampire Janos de Mialhoff, du loup-garou Waldemar Daninsky, la momie Tao-Tet et du monstre de Farancksalan.  Ayant découvert leur plan de conquête, et face à la population effrayée, l’inspecteur Henry Tobermann va tenter de déjouer leurs attaques alors que le loup-garou se bat contre les autres créatures après avoir ressenti les affects de l'espèce humaine.

## Fiche technique
- Titre original : Los monstruos del terror
- Titre français : Dracula contre Frankenstein
- Titre français de sortie video illicite : Reincarnator
- Réalisation : Tulio Demicheli et Hugo Fregonese (non crédité)
- Scénario : Paul Naschy
- Montage : Èmilio Rodriguez
- Musique : Rafael Fitó et Franco Salina
- Photographie : Godofredo Pacheco
- Production : Jaimes Prades
- Sociétés de production : Eichberg-Film, International Jaguar Cinematografica et Producciones Jaime Prades
- Société de distribution : Castilla Film
- Pays d'origine :  Espagne,  Allemagne de l'Ouest,  Italie
- Format : Couleur - 2,35:1 - Mono
- Genre : film d'horreur
- Durée : 85 minutes
- Date de sortie : 
  - France : 24 février 1970

## Distribution
- Michael Rennie : Dr Odo Warnoff
- Karin Dor : Maleva
- Craig Hill : inspecteur Tobermann
- Patty Shepard : Ilsa Sternberg
- Ángel del Pozo : Dr Kerian
- Gela Geisler : Ilona
- Paul Naschy : le loup-garou Waldemar Daninsky
- Manuel de Blas : le vampire Janos of Mialhoff
- Ferdinando Murolo : le monstre de Farancksalan
- Gene Reyes : la momie Tao-Tet
- Peter Damon : juge Sternberg
- Robert Hall : commissaire Gluck
- Diana Sorel : bibliothécaire
- Paul Cross : Dr. Don Uno

## Série Waldemar Daninsky
- 1968 : Les Vampires du docteur Dracula (La marca del hombre-lobo), d'Enrique López Eguiluz (es)
- 1970 : Dracula contre Frankenstein (Los monstruos del terror), de Tulio Demicheli
- 1971 : La Furie des vampires (La noche de Walpurgis), de León Klimovsky
- 1972 : Dr. Jekyll y el Hombre Lobo (es)), de León Klimovsky
- 1973 : L'Empreinte de Dracula (El retorno de Walpurgis), de Carlos Aured : Waldemar Daninsky / Irineus Daninsky
- 1975 : Dans les griffes du loup-garou (La maldición de la bestia), de Miquel Iglesias Bonns
- 1980 : El retorno del Hombre-Lobo (en), de Paul Naschy
- 1983 : La bestia y la espada mágica (en), de Paul Naschy
- 1987 : El aullido del diablo (es), de Paul Naschy
- 1996 : Licántropo: el asesino de la luna llena (es), de Francisco Rodríguez Gordillo (es)
- 2004 : Tomb of the Werewolf, de Fred Olen Ray